# Battlefield 2
Battlefield 2, även känt som BF2, är ett datorspel och uppföljare till Battlefield 1942 och Battlefield Vietnam. Det är en så kallad förstapersonsskjutare, och den tredje delen i Battlefield-serien. Spelet tillkännagavs i april 2004 och släpptes i juni 2005. Spelet såldes i flera miljoner exemplar redan under de första veckorna, och sedan november 2011 hade spelet sålts i över 11 miljoner exemplar. Spelet har en ny spelmotor och utvecklades av den svenska spelstudion Digital Illusions CE (DICE) i Stockholm. DICE köpte upp Trauma Studios, kända för spelmodifikationen Desert Combat, för att hjälpa till med utvecklingen av spelet. Amerikanska Electronic Arts står för distributionen och marknadsföringen av spelet.
Till skillnad från föregångarna utspelar sig spelet i nutida miljöer, med moderna vapen och fordon. Spelaren får välja mellan tre fraktioner: USA:s marinkår (eng. United States Marine Corps), Folkets Befrielsearmé (Kina) och den fiktiva Mellanösternkoalitionen (eng. Middle Eastern Coalition).
Sedan introduktionen har flera patchar släppts och den senaste är 1.5. Den föregående släpptes 2006. Sommaren 2008 ryktades det om en ny patch till Battlefield 2 men DICE höll tyst ända tills sent på hösten 2008 då de tillkännagav utvecklandet av patch 1.5. Flera balansändringar utlovades, samt en ny karta kallad Operation Blue Pearl. Från den 21 april 2009 inleddes betatestning av patchen
 och den första september samma år släpptes den.
EA stängde den 30 juni 2014 ner tjänsten for multiplayer, men spelet kan fortfarande spelas via tjänster som BF2Hub.
Spelets officiella uppföljare, Battlefield 3, gavs ut i oktober 2011.

## Handling
Battlefield 2 utspelar sig år 2007, under ett fiktivt globalt krig mellan USA och dess allierade inom Europeiska unionen (Euro Force) mot Kina, den fiktiva Middle Eastern Coalition (sv. Mellanösternkoalitionen) och den Ryska federationen (Special Forces). Spelet äger rum på ett antal fronter i Asien och USA, med amerikanska och europeiska styrkor som invaderar Kina och länderna i Mellanöstern, och Kina och Mellanösternkoalitionen som invaderar USA.

## Gameplay
Spelaren tar kontrollen över en av flera soldater i en strid och får välja vilken soldattyp man vill spela som. Väl ute på fältet kan man välja mellan att strida till fots eller i något av de många fordon som finns. Om spelaren blir dödad får denne vänta i 15 sekunder innan man får spawna (börja spela) på nytt.
Spelet spelas på olika kartor där de båda lagen strider om flera kontrollpunkter. Lagen har också en viss mängd poäng (i spelet kallat för tickets) som varierar beroende på antal spelare. När en spelomgång startar ska lagen se till att ta över kontrollpunkter då ett lags tickets sakta minskar om det håller färre kontrollpunkter än motståndarlaget. Varje gång en spelare dör förbrukas också en poäng. Lagets poäng går inte att få tillbaka.

### Befälhavare och grupper
I Battlefield 2 har man introducerat befälhavarläget. I varje runda väljs en befälhavare som i huvudsak ska ge order till gruppledarna och koordinera bland annat anfall, försvar och sabotage. Befälhavaren kan också hjälpa sitt lag med artilleriunderstöd, radar, UAV (Unmanned Areal Vehicle, som visar var fiender inom ett visst område finns) och nedsläpp av ammunitionslådor och fordon med fallskärm. Efter att en av dessa använts måste den laddas upp igen, vilket tar från 30 sekunder till 2 minuter.
Alla saker utom de två sista kräver att vissa befälhavarobjekt fungerar. Ett exempel på objekt är artilleripjäser eller en radarmottagare. Dessa finns uppställda i lagets huvudbas. Om ett av dessa objekt förstörs av fienden, till exempel artilleripjäserna (alla tre artilleripjäserna måste förstöras för att artilleriet ska sluta fungera helt), kan inte befälhavaren längre ge artilleriunderstöd förrän pjäserna har reparerats.
Gruppen består av en gruppledare och upp till sex gruppmedlemmar. När en gruppledare fått en order från befälhavaren kan man välja att acceptera den, varpå den skickas vidare till resten av gruppen. Gruppledaren kan i sin tur be befälhavaren om till exempel en ammunitionslåda till sin position. Då kan befälhavaren välja att skicka en låda om det finns en tillgänglig.
Gruppmedlemmarna kan även välja att starta på gruppledarens position, för att lättare kunna hålla ihop gruppen.
Innan patch 1.3 var det möjligt att när som helst skapa nya grupper eller lämna/gå med i dem. Detta resulterade i att om gruppledaren dog behövde ledaren bara lämna och sedan gå med i gruppen igen. Under tiden hade någon av de överlevande gruppmedlemmarna blivit gruppledare, vilket gjorde att den före detta gruppledaren kunde starta vid honom. Detta gjorde i sin tur att det kunde bli närmast omöjligt att döda en fientlig infanterigrupp. Denna så kallade Squadjumping stoppades dock med patch 1.3, som endast tillåter att man gör tidigare nämnda saker medan man lever. Detta mötte hård kritik från flera håll när det offentliggjordes.

### Voice-over IP (VOIP)
Har spelaren en mikrofon till datorn kan man använda den för att kommunicera med andra spelare. Spelaren kan automatiskt prata med de andra i en grupp efter att han har gått med i den. Gruppledaren sköter även kommunikationen mellan gruppen och befälhavaren.

### Rang och Utmärkelser
I Battlefield 2 får man poäng för nästan allt man gör. Man går upp i rang allt eftersom man får fler poäng. Man börjar som menig, sedan kan man bli till exempel furir och överste. När man går upp i rang får man låsa upp ytterligare ett vapen, ett sk. unlock.
 Det finns totalt 12 unlocks i spelet. Om man har expansionspaketet Special forces och man har spelat det får man låsa upp två vapen för varje gång man går upp i grad.
Det finns flera utmärkelser i spelet. Allt från att ha varit en bra sjukvårdare och helat många soldater till att ha varit en bra pilot. Man får ingen fördel, såsom ett extra vapen, om man får utmärkelser, utan de visar bara hur bra man har spelat.
I spelets "BFHQ-meny" kan man se hur många poäng man har, vilken rang man har, vilka utmärkelser och var på topplistan man ligger. Man kan också jämföra sin statistik med andra spelare. En motsvarighet till "BFHQ-menyn" på nätet är Bf2s.com. Där visas även mer data än vad som visas i spelet.
Detta spel var det första i serien att använda sig av rang och utmärkelser.

## Infanteri
Det finns sju olika typer av infanterister med olika egenskaper som spelaren kan välja. I Battlefield 2 har spelaren även en sprintfunktion som gör att man snabbt kan röra sig mellan skydd eller anfalla sina motståndare. Det går inte att skjuta medan man sprintar (Från och med uppdatering 1.2 gällde detta även hoppande). Varje soldat har dessutom en kniv som närstridsvapen.
Det andra upplåsbara vapnet till varje soldat kräver att man äger expansionen Special Forces.

### Special Operators (Specialstyrkor)
Specialstyrkorna är snabba och lätta. De är utrustade med sprängmedel som kan användas till att spränga broar, fordon, och även infanteri på de trängre stadsbanorna, och vapen som passar för närstrid. De har också en ljuddämpad pistol.
Vapen
- USMC: M92FS (ljuddämpad), M4
- MEC: Bagheera MR-444 (ljuddämpad), AKS-74U
- Kina: QSZ-92 (ljuddämpad), QBZ-97
- Unlock: G36C, SCAR-L

Utrustning
- C-4
- Handgranater

### Sniper (Prickskytt)
Prickskytten är utrustad med ett prickskyttegevär, som används för att skjuta fiender på långt avstånd utan att själv bli sedd. Denne är dock mindre bra i närstrid. Prickskytten är även utrustad med truppminor för att kunna förstöra fordon. Man bär också en kamouflageutstyrsel så att man kan gömma sig i skogsområden.
Vapen
- USMC: M92FS (ljuddämpad), M24
- MEC: Bagheera MR-444 (ljuddämpad), Dragunov SVD 7.62 mm
- Kina: QSZ-92 (ljuddämpad), Type 88
- Unlock: M95 Barret, L96A1 (kom i patch 1.2)

Utrustning
- Claymores
- Handgranater

### Assault (Skyttesoldat)
Detta är den enhet som utgör större delen av en styrka. Skyttesoldater är väl beväpnade och kan till och med i grupp ge sig på stridsvagnar med automatkarbinernas granattillsatser om det skulle krävas. De bär även på rökgranater som kan användas till att dölja en reträtt eller som en undanmanöver. Automatkarbinen G3 samt automatkarbinen F2000 (som man måste låsa upp) har dock inte någon granattillsats, soldaten bär då istället på handgranater respektive distraktionsgranater.
Vapen
- USMC: M92FS, M16A2 med M203
- MEC: Bagheera MR-444, AK-101 med GP-30
- Kina: QSZ-92, AK-47 med GP-25
- Unlock: Gewehr 3, FN F2000

Utrustning
- Rökgranat
- Handgranater (om G3 används)
- Distraktionsgranater (om F2000 används)

### Support (Understödsskytt)
Understödsskytten är beväpnad med en kulspruta. De kan de dela ut ammunition, och när de sätter sig i fordon så fungerar de som utdelningsstation för ammunition. Fordon och trupper i närheten får automatiskt ny ammunition. Understödssoldaten ska ligga längst bak och hålla fienden nere med hjälp av sin kulspruta. Kulsprutan är nästan helt värdelös om skytten inte ligger ner. Om man skjuter länge utan uppehåll kommer kulsprutan att överhettas och skytten måste vänta på att den ska svalna innan vapnet kan användas igen.
Vapen
- USMC: M92FS, M249 SAW
- MEC: Bagheera MR-444, RPK-74
- Kina: QSZ-92, Type 95
- Unlock: PKM, MG36

Utrustning
- Ammunitionsväska
- Handgranater

### Engineer (Ingenjör)
Ingenjörers uppgift att reparera fordon och broar. Detta görs med hjälp av skiftnyckel, som många kallar för "The Magic Wrench" (sv. "Den Magiska Skiftnyckeln") då ingenjören kan reparera vad som helst med den, även betongbroar som är förstörda. Ingenjörer är beväpnade för försvar och är inte att föredra i anfall. En ingenjör som sitter i ett fordon reparerar automatiskt fordon som befinner sig inom en viss radie. Ingenjören har även tillgång till fordonsminor som detonerar när ett fordon kör över dem.
Vapen
- USMC: M92FS, Remington M11-87
- MEC: Bagheera MR-444, Saiga 12K
- Kina: QSZ-92, Norinco 982
- Unlock: Jackhammer MK3A1, MP7

Utrustning
- Skiftnyckel
- Fordonsminor
- Handgranater

### Medic (Sjukvårdare)
Sjukvårdaren kan dela ut första hjälpen-paket och när man befinner sig i ett fordon så helas automatiskt infanteri som är i närheten. De är också utrustade med defibrillator som de kan återuppliva fallna soldater med. Defibrillatorn kan också användas som ett vapen i nödfall.
Vapen
- USMC: M92FS, M16A2
- MEC: Bagheera MR-444, AK-101
- Kina: QSZ-92, AK-47
- Unlock: L-85A1, G36E

Utrustning
- Defibrillator
- Första-hjälpen
- Handgranater
- (Notering: G36E anses av många vara ett orealistiskt vapen, eftersom det skiljer sig från, och gör mycket mer skada än resten av vapnen i G36-serien.)

### Anti-tank (Pansarvärn)
Pansarvärnssoldaten är beväpnad med laserstyrda pansarvärnsrobotar. Direkt när man avfyrat en robot kommer det upp en röd laserprick som man ska använda för att styra roboten mot dess mål. Dessa är avsedda för att förstöra fordon på längre avstånd. Dock krävs det ett par direkta träffar för att förstöra tyngre fordon. Dessa soldater saknar förutom vapen övrig utrustning.
Vapen
- USMC: M92FS, Predator MK40 SRAW, MP5
- MEC: Bagheera MR-444, Eryx, PP-19 Bizon
- Kina: QSZ-92, ERYX, Type 85
- Unlock: Dao-12, P90 (kom i patch 1.2)

## Fordon
I Battlefield 2 finns det många typer av fordon. Allt från små bilar till massiva stridsvagnar.

### Stridsvagnar
Alla stridsvagnar har en förare som sköter huvudkanonen och en kulspruta som är parallellmonterad med kanonen, och en skytt som sitter i tornet med en kulspruta. Stridsvagnarna kan lägga ut rökridåer. Stridsvagnarna är tyngre bepansrade i fronten och mindre vid sidorna.
- USMC: M1A2 Abrams
- Kina: Type 98
- MEC: T-90

### Pansarsterrängbilar
Pansarsterrängbilarna har en förare som också sköter huvudbeväpningen. Huvudbeväpningen är en automatkanon med relativt låg verkan och hög eldhastighet, effektiv mot infanteri och lättare fordon. Kanonen gör inte så mycket verkan mot tyngre bepansrade fordon. Den har även en sekundärbeväpning bestående av trådstyrda pansarvärnsrobotar. Det får plats flera soldater i stridsutrymmet. Dessa kan använda kulsprutor på sidorna och bak på fordonet. Dock är passagerarnas vapen inte så kraftfulla. Pansarterrängbilarna kan också lägga ut rökridåer samt är amfibiska.
- USMC: LAV-25
- Kina: WZ 551
- MEC: BTR-90

### Lätta fordon
Varje lag har en lätt jeep och en lite tyngre.
- USMC: DPV (Desert Patrol Vehicle), HMMWV
- Kina: FAV (Fast Attack Vehicle), Nanjing (NJ)2046
- MEC: FAV, Gaz 39371 Vodnik

### Luftvärn
Varje fraktion har ett lättbepansrat mobilt luftvärnsbatteri. De har i likhet med pansarterrängbilarna en automatkanon, fast med högre eldhastighet och mindre skadeverkan. Dock har den amerikanska luftvärnskanonvagnen en kanon av samma typ som i pansarterrängbilen LAV-25. Sekundärbeväpningen består av värmesökande luftvärnsrobotar, som föraren/skytten låser på fiendens luftfordon. Efter att ha avfyrat roboten styr den automatiskt till målet. Fyra robotar kan avfyras i snabb följd innan man behöver ladda om.   
- USMC: M6 Bradley Linebacker
- Kina: Type 95 AA
- MEC: Tunguska M1

### Helikoptrar
Varje lag har en attackhelikopter och en transporthelikopter. I Attackhelikoptern får det plats 2 besättningsmedlemmar, en pilot som också har tillgång till raketer, och en skytt som har tillgång till en automatkanon och en kraftfull TV-styrd pansarvärnsrobot.  I transporthelikoptern får det plats 6 personer (en grupp) varav två kulspruteskyttar och en pilot.
- USMC: AH-1 SuperCobra, UH-60 Black Hawk
- Kina: WZ-10, Z-8
- MEC: Mi-28 Havok, Mi-17 HIP

### Flygplan
Varje armé har ett jaktplan och ett jakt/attack-plan. USMC har dock ett extra plan, F-35 JSF. Detta för att USMC ibland har ett hangarfartyg som landningsplats för flygplanen, så för att kunna ha flera plan är det lättare då de har VTOL-kapacitet. 
- USMC: F/A-18E/F Super Hornet, F-35 JSF, F-15E Strike Eagle
- Kina: Chengdu Jian-10, Suchoj Su-30
- MEC: MiG-29, Suchoj Su-34 Flanker

### Båtar
Varje lag har en gummibåt av samma modell med plats för sex soldater (en grupp).

Modellen kallas RIB; Rigid-hulled Inflatable Boat. Den är beväpnad med en kulspruta.

### Stationära vapen
Stationära vapen finns på vissa ställen (oftast vid kontrollpunkter) och de kan användas av alla. Varje armé har olika modeller, modellen varierar beroende på vem som håller kontrollpunkten i området.
Kulsprutepositioner
En fastsatt kulspruta av samma typ som armén använder. USMC har M249 SAW, Kina Type 95, och MEC RPK-74.
Pansarvärnspositioner
En pansarvärnsrobot på en lavett som är lite kraftigare än den som pansarvärnsoldaterna använder. Här har USMC TOW, Kina HJ-8, och MEC HJ-8. Skottet är mycket effektivt emot stridsvagnar och APC:s.
Luftvärnspositioner
Luftvärn som kan skicka iväg värmesökande robotar. USMC har Stinger, Kina och MEC IGLA.

## Kartor
Det finns femton kartor i spelet. Varje karta finns i tre olika versioner så att de kan skalas för att passa 16, 32 eller 64 spelare. Det går att ställa in på vilken storlek man ska köra, samtidigt det är möjligt för spelet att automatiskt byta storlek beroende på hur många som spelar på servern.
Några av dessa är stadskartor, där striderna mest sker till fots, och andra är större, mer öppna kartor där spelaren är beroende av fordon för att han ska kunna ta sig runt.

### USMC mot Kina
- Dalian Plant
- Daqing Oilfields
- Dragon Valley
- FuShe Pass
- Operation Blue Pearl (tillkom i patch 1.5)
- Songhua Stalemate
- Wake Island 2007 (tillkom i patch 1.03, endast 64-spelarversion)

### USMC mot MEC
- Gulf of Oman
- Highway Tampa (tillkom i juli 2007)
- Kubra Dam
- Mashtuur City
- Operation Clean Sweep
- Road to Jalalabad (tillkom i patch 1.4)
- Sharqi Peninsula
- Strike at Karkand
- Zatar Wetlands

## Tilläggspaket och modifikationer
Med varje tilläggspaket har det tillkommit nya fordon och banor. Först släpptes expansionspaketet Battlefield 2: Special Forces, sedan har det kommit ut två "boosterpacks", som bara kunnat införskaffas via internet med EA Downloader, Battlefield 2: Euro Force och Battlefield 2: Armored Fury. Man har även gett ut ett så kallat Battlefield 2 Complete Collection, innehållande ursprungliga Battlefield 2 samt alla tilläggspaket. 
Euro Force och Armored Fury släpptes den första september 2009 gratis som en del av patch 1.50 till Battlefield 2.
Det finns också flera modifikationer som spelets fans har skapat och några av dessa har blivit väldigt populära.

### Special Forces
Battlefield 2: Special Forces är en officiell expansion till Battlefield 2 som gavs ut i november 2005. Tilläggspaketet innehåller sex nya spelbara fraktioner, nya fordon, nya vapen och åtta nya kartor. Det finns också nya medaljer och andra belöningar.
I Special Forces finns sex nya fraktioner, medan de gamla från originalspelet inte finns med. Dessa är Navy SEALs, SAS, Spetsnaz, Middle Eastern Coalition Special Forces. tjetjenska rebeller samt arabisk gerilla.
Några lag får tillgång till nya vapen. För SAS är dessa FN F2000 (skyttesoldat), H&K G36E (sjukvårdare), MG36 (understöd), MP7 (ingenjör) och G36K (specialstyrkor), för SEAL SCAR-L (specialstyrkor) samt SCAR-H (skyttesoldat), och för gerillan och rebellerna RPG (pansarvärn).
Utöver standardutrustningen har soldaterna i Special Forces tillgång till ytterligare utrustning, som mörkerglasögon, gasmasker, chockgranater och tårgas. Klasserna skyttesoldat och anti-tank har även tillgång till änterhakar och prickskytt och spec-ops har tillgång till linbanor, vilket möjliggör infiltration via alternativa och för fienden ofta oväntade vägar.
De nya fordonen är; AH-64 Apache Longbow, Mi-35 Hind, BMP-3, AIL Raider, Desert Raider, HMMWV med TOW, Vattenskoter, Fyrhjulingar och några civila fordon.
Det finns åtta nya kartor i expansionen vilka kan anpassas för 16, 32 eller 64 spelare. SEAL möter MECSF på Devil's Perch, Iron Gator och Leviathan, Spetznaz möter rebeller på Mass Destruction samt Surge, och möter SAS i Ghost Town. SAS möter gerillan i Night Flight och Warlord.

### Euro Force
Battlefield 2: Euro Force är ett så kallat booster pack, alltså ett litet expansionspaket, Electronic Arts. Euro Force ger därmed tillgång till ett fåtal nya banor och några nya vapen. I expansionen lanserades den nya tjänsten EA Downloader, numera EA Store.
Spelet introducerar en helt ny armé i spelet, nämligen EU:s samarbetsarmé. Armén utkämpar slag i fjärran- och mellanöstern mot MEC och PLA. Euro Force köps genom EA Downloader eller som en del av Battlefield 2 Complete Collection.
Europeiska unionens finns som ny fraktion i spelet. Dess armé består av soldater från olika EU-länder. Fraktionen har tillgång till vapnen H&K HK53A3 (specialstyrkor), L96A1 (prickskyttar), FAMAS (sjukvårdare), L85A2 (skyttesoldater), H&K HK21 för understöd, Benelli M4 (ingenjörsstyrkor) samt FN P90 (pansarvärn).
De nya fordonen är Leopard 2A6, Challenger 2, Eurofighter Typhoon och Eurocopter Tiger.
Tre nya banor tillkommer i Euro Force. Av dessa utspelar sig två i Mellanöstern och en i Kina: Operation Smoke Screen (EU mot MEC), Great Wall (EU mot Kina), samt Taraba Quarry (EU mot MEC).

### Armored Fury
Battlefield 2: Armored Fury är ytterligare ett booster pack av Electronic Arts. Spelet fokuserar på mer pansarvagnsstrider än i originalet. Till skillnad från i tidigare expansionspaket strider man den här gången i USA.
Varje lag får tillgång till två nya fordon; en spaningshelikopter och ett flygplan.
USMC får OH-6 Little Bird och  A-10 Thunderbolt II "Warthog", Kina får Nanchang Q5 "Fantan och WZ11, och MEC får Sukhoi Su-39 samt Eurocopter EC635. Alla lag får dessutom tillgång till en muscle car och en semi truck.
Det finns tre kartor i Battlefield 2: Armored Fury: Operation Road Rage (MEC mot USMC), Operation Harvest (MEC mot USMC), och Operation Midnight Sun (China mot USMC).

### Tredjepartsmodifikationer
Det finns några ganska etablerade modifikationer men de kan bara köras på servrar som inte är "rankade", vilket innebär att spelarens poäng inte sparas. En av dessa är Project Reality som skapar en mer realistisk spelupplevelse. En annan är Point of Existence som handlar om en konflikt mellan Tyskland/USA och Ukraina, dock är USA ingen spelbar fraktion.
Forgotten Hope 2 (FH2) är en modifikation som utspelar sig under andra världskriget. I FH2 kan en del olika flygplan och Markfordon som Sherman, Kübelwagen, Willys Jeep köras.

## Systemkrav
Minimum
- OS: Windows XP (32-bit)
- Processor: 1.7 ghz (Intel Pentium 4 eller motsvarande)
- Minne: 512 MB RAM
- Hårddisk: 2.3 GB
- DVD-ROM: 8 hastighet
- Grafikkort: 128 MB med stöd för 1.4 pixel shader.
- Ljudkort: DirectX 9.0c
- DirectX: Version 9.0c
- LAN: TCP/IP-styrt
- Internet: 128 kbps eller snabbare

Rekommenderat
- OS: Windows XP (32-bit)
- Processor: 2.5 ghz (Intel Pentium 4 eller motsvarande)
- Minne: 1024 MB RAM
- Hårddisk: 2.3 GB
- DVD-ROM: 8 hastighet
- Grafikkort: 256 MB med stöd för 1.4 pixel shader.
- Ljudkort: DirectX 9.0c
- DirectX: Version 9.0c
- LAN: TCP/IP-styrt
- Internet: 128 kbps eller snabbare

Battlefield 2 har endast stöd för följande grafikkort:
- NVIDIA GeForceFX 5700/5800/5900/5950-serien (Kan köras på GeForceFX 5200, även om det inte stöds)
- NVIDIA GeForce 6200/6200 TurboCahce-16
- NVIDIA GeForce 6600/6600GT/6800/6800GT/6800Ultra
- NVIDIA GeForce 7800GT/7800GTX
- NVIDIA GeForce PCX 5900
- NVIDIA GeForce 7900GT/7900GTX/7900GTO
- NVIDIA GeForce 8800GTX/8800GTS/8800GTS-320
- ATI Radeon 8500/9500/9700/9800-serien
- ATI Radeon X300/X600/X700/X800/X850-serien eller senare.

## Mottagande
| Mottagande | Mottagande    |
| Samlingsbetyg | Samlingsbetyg |
| Tjänst | Betyg         |
| --- | ------------- |
| Gamerankings | 89,91 %       |
| Metacritic | 91/100        |
| Moby Games | 90/100        |
| Recensionsbetyg |               |
| Publikation | Betyg         |
| 1UP.com | A-            |
| Eurogamer | 9/10          |
| G4 | [ 15 ]        |
| Game Informer | 9,25/10       |
| Gamepro | 4/5 stjärnor  |
| Gamespot | 9,3/10        |
| Gamespy | [ 17 ]        |
| Gamesradar | 9/10          |
| Gametrailers | 9,4/10        |
| IGN | 8,9/10,0      |
| PC Gamer UK | 93/100        |
| Gamereactor | 9/10          |
| \| Utmärkelser \| Utmärkelser \| \| ------------------------------------------------------- \| ----------- \| \| Best Multiplayer game of 2005, GameSpot[22] \| \| \| 2006 Multiplayer game of the Year Award, Maximum PC[23] \| \| \| Best Online Multiplayer 2005, Game Critics Awards[24] \| \| |               |
| Utmärkelser |               |
| Best Multiplayer game of 2005, GameSpot |               |
| 2006 Multiplayer game of the Year Award, Maximum PC |               |
| Best Online Multiplayer 2005, Game Critics Awards |               |

Battlefield 2 har fått ett oerhört bra betyg från många spelkritiker, som beundrade spelets stora multiplayerdel. Spelets samlingsbetyg enligt GameRankings är 89,91 %, och 91/100 enligt Metacritic. 